# بلود أن ذا دانس فلور: هيستوري إن ذا ميكس
بلود ان دا دانس فلور: هيستوري ان دا ميكس
(بالإنجليزية: Blood on the Dance Floor: HIStory in the Mix)‏ هو ألبوم ريمكس للمغني الأمريكي مايكل جاكسون. أصدر في 20 ماي 1997 من طرف شركة إبك ريكوردز وللمرة الثانية ينتج من طرف شركة مايكل جاكسون إم جي جي بروداكشنز. الألبوم يحتوي على ثمان أغاني ريمكس من ألبوم مايكل جاكسون السابق هيستوري. ويحتوي أيضا على خمس أغان جديدة. جاكسون عمل بصعوبة على كتابة وإنتاج المحتوى الجديد لأنه كان مشغول بجولته العالمية هيستوري وورلد تور بينما الريمكسات أنتجت من طرف فنانين ومنتجين آخرين. الألبوم يتطرق لمواضيع مثل إدمان المخدرات، الجنس، العلاقات وجنون الإرتياب.

الألبوم حظى بترويج صغير فقط الولايات المتحدة حيت قدم فيلم و أغنيتان سنجلز وثلاث فيديو كليبات كترويج. الإنتقادت هذه المرة مختلطة، البعض قال أن جاكسون قدم هذه المواضيع سابقا، فيما البعض الآخر انتقد ضعف صوت مايكل في هذا الألبوم. التعليقات الإيجابية كانت في أن جاكسون قدم موسيقى قريبة لنوع مارلين مانسن و ترنت ريزنر.

في بداية إصداره حصد الألبوم ست ملايين نسخة عالميا مما جعله أكثر ألبوم ريمكس مبيعا في العالم.

## قائمة الأغاني
أصلية جديدة
- Blood on the Dance Floor
- Morphine
- Superfly Sister
- Ghosts
- Is It Scary

ريمكسات
- Scream Louder
- Money
- 2 Bad
- Stranger in Moscow
- This Time Around
- Earth Song
- You Are Not Alone
- HIStory

## وصلات خارجية
- بلود أن ذا دانس فلور: هيستوري إن ذا ميكس على موقع أول موفي (الإنجليزية)